# Richard Thompson (músico)
Richard John Thompson (Notting Hill, Londres; 3 de abril de 1949), es un cantante, compositor y guitarrista inglés.
Hizo su debut de artista de grabación como miembro de Fairport Convention en septiembre de 1967. 
Thompson fue galardonado con el Premio Orville H. Gibson al mejor guitarrista acústico en 1991 y sus composiciones le han valido un Premio Ivor Novello. En 2006 recibió un premio a la trayectoria de BBC Radio. Muchos músicos han usado las composiciones de Thompson.
Thompson fue nombrado Oficial de la Orden del Imperio Británico (OBE) en 2011 por sus servicios a la música. El 5 de julio de 2011, la Universidad de Aberdeen le otorgó el título doctor honoris causa.

## Biografía
Nació en Ladbroke Crescent, Notting Hill. Su padre era un detective escocés de Scotland Yard y un guitarrista aficionado; varios otros miembros de la familia se habían dedicado a la música profesionalmente. Mientras asistía a William Ellis School en Highgate, formó su primer grupo, "Emil and the Detectives" (llamado así por un libro y una película del mismo nombre), con su compañero de clase Hugh Cornwell, más tarde vocalista y guitarrista de The Stranglers, en el bajo.
Como muchos músicos de su generación, Thompson abrazó la música rock a temprana edad; también estuvo influenciado por el jazz de su padre y la colección de discos de música escocesa tradicional.
A la edad de 18 años, Thompson comienza a tocar con la nueva banda Fairport Convention. La guitarra de Thompson llamó la atención del productor estadounidense Joe Boyd. En gran parte por la fuerza de la interpretación de Thompson, Boyd los tomó bajo su ala y los contrató a través de su compañía de producción y gestión de Witchseason.
El 12 de mayo de 1969, entre la grabación y el lanzamiento de Unhalfbricking, la camioneta de Fairport se estrelló en la autopista M1 de camino a casa desde un concierto en Mothers, un club en Birmingham. El baterista Martin Lamble, de 19 años, y la novia de Thompson, Jeannie Franklyn, fallecieron. El resto de la banda sufrió lesiones de diversa gravedad.
En enero de 1971, Thompson anunció que dejaba Fairport Convention. Su decisión pudo haber sido instintiva, en lugar de un movimiento profesional calculado:
Dejé Fairport como reacción visceral y no sabía realmente lo que estaba haciendo, excepto escribir. Estaba escribiendo cosas que parecían interesantes y pensé que sería divertido hacer un disco. Al mismo tiempo, en los 70-71, estaba haciendo un montón de sesiones de trabajo como una forma de evitar cualquier idea seria sobre una carrera. 
En abril de 1972 lanzó su primer álbum en solitario, Henry the Human Fly, grabando con Sandy Denny, Pat Donaldson, Sue Draheim, John Kirkpatrick, Barry Dransfield, Ashley Hutchings, Linda Peters, Andy Roberts y otros. El álbum se vendió mal y fue criticado por la prensa, especialmente la influyente revista Melody Maker. Con el tiempo el álbum ha llegado a ser más respetado, pero en aquel momento la respuesta de los críticos perjudicó tanto a Thompson como a su carrera.

## Breve discografía
Solo álbumes lanzados bajo su propio nombre:
- Henry the Human Fly (1972)
- I Want to See the Bright Lights Tonight (1974)
- Hokey Pokey (1975)
- Pour Down Like Silver (1975)
- First Light (1978)
- Sunnyvista (1979)
- Strict Tempo! (1981)
- Shoot Out the Lights (1982)
- Hand of Kindness (1983)
- Across a Crowded Room (1985)
- Daring Adventures (1986)
- Amnesia (1988)
- Rumor and Sigh (1991)
- Mirror Blue (1994)
- You? Me? Us? (1996)
- Mock Tudor (1999)
- The Old Kit Bag (2003)
- Front Parlour Ballads (2005)
- 1000 Years of Popular Music (2006)
- Sweet Warrior (2007)
- Dream Attic (2010)
- Cabaret of Souls (2012)
- Electric (2013)
- Acoustic Classics (2014)
- Still (2015)
- Acoustic Classics II (2017)
- Acoustic Rarities (2017)